# 阿什蘭鎮區 (伊利諾伊州卡斯縣)
阿什蘭鎮區（英語：Ashland Township）是位於美國伊利諾伊州卡斯縣的一個行政鎮區。

## 地方資料
根據2010年美國人口普查的數據，阿什蘭鎮區的面積為46.50平方千米，當中陸地面積為46.50平方千米，而水域面積為0.00平方千米。當地共有人口1,296人，而人口密度為每平方千米27.87人。